# Nimigea
Nimigea là một xã thuộc hạt Bistrița-Năsăud, România. Dân số thời điểm năm 2002 là 5535 người.